# University of Winchester
Die Universität von Winchester ist eine Universität in Winchester in der englischen Grafschaft Hampshire.

## Geschichte

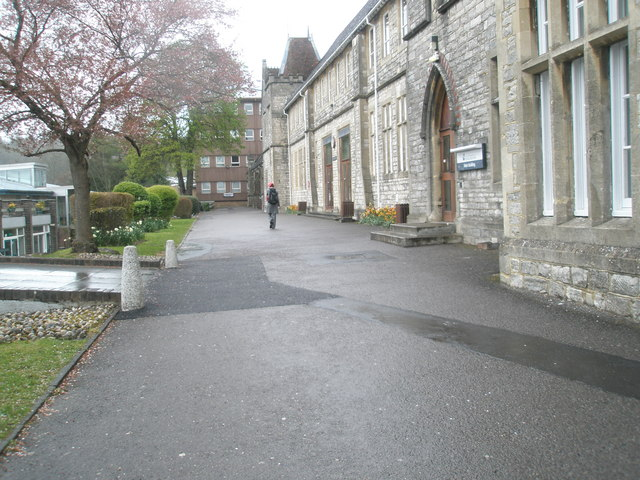
Das Hauptgebäude der Universität Winchester

Die Universität wurde im Jahr 1840 als diözesane Schule der Church of England gegründet. 1847 wurde sie in „Winchester Training College“ umbenannt.
Im Jahr 1928 erfolgte eine weitere Umbenennung zu „King Alfred’s College“.
2005 wurde die Universität dann in die heutige „University of Winchester“ umbenannt.

## Zahlen zu den Studierenden
Im Studienjahr 2022/2023 nannten sich von den 8.065 Studenten der University of Winchester 5.335 weiblich (66,2 %) und 2.615 männlich (32,4 %). 2019/2020 waren von den 8.000 Studenten  5.305 weiblich (66,3 %) und 2.660 männlich (33,3 %). 7.325 Studierende kamen aus England, 20 aus Schottland, 80 aus Wales, 30 aus Nordirland, 135 aus der EU und 320 aus dem Nicht-EU-Ausland. 6.700 der Studierenden strebten 2019/2020 ihren ersten Studienabschluss an, sie waren also undergraduates. 1.305 arbeiteten auf einen weiteren Abschluss hin, sie waren postgraduates. Davon arbeiteten 205 in der Forschung.

## Bekannte Hochschulmitarbeiter
Die Geologin und Bildungsforscherin Joy Carter war von 2006 bis März 2021 Vizekanzlerin der University of Winchester. Ihre Nachfolgerin ab April 2021 wurde die christliche Theologin Elizabeth Stuart, die ab 1998 als Theologieprofessorin an der Universität gelehrt hatte.